# Pierre Joseph Farine du Creux
Pour les articles homonymes, voir Farine (homonymie) et Creux.
 (juillet 2019).
Si vous disposez d'ouvrages ou d'articles de référence ou si vous connaissez des sites web de qualité traitant du thème abordé ici, merci de compléter l'article en donnant les références utiles à sa vérifiabilité et en les liant à la section « Notes et références ».
Pierre Joseph Farine, né au hameau du Creux, à Damprichard (Doubs) le 2 octobre 1770 et mort le 11 octobre 1833 à Santeny, est un militaire français. 
Sa mère se nommait Marie Agnès Françoise Parent, et son père Jacques Ignace Farine.
Son épouse était Constance Jeanne Adélaïde Angélique Sougé.
Il eut quatre enfants: Victor Amédée Timoléon Farine, Claudine Françoise Angélique Louise Farine ( épouse d'Augustin Delmotte ), Constance Stéphanie Farine (épouse d'Antoine Fortuné de Brack ), et Louis Edouard Farine.

## Biographie
Il entra, le 9 octobre 1791, dans le 2e bataillon des volontaires du Doubs, en tant que sous-lieutenant de la compagnie de grenadiers. Il se distingua au Blocus de Landau en 1793, devint adjoint à l'adjudant-général chef de brigade Heudelet, passa le Rhin avec Moreau, se fit remarquer à Renchen, Radstadt, Bopfingen, Neubourg, etc. Il fut assez heureux pour établir une communication avec l'armée de Sambre-et-Meuse, d'après l'ordre qu'il en avait reçu de Desaix. Chargé, dans la retraite de Moreau, de ramener à Huningue le parc général, les prisonniers, les bagages, etc., il fut rencontré par l'avant-garde du général autrichien Meerfeld, combattit à outrance contre des forces bien supérieures, reçut dans la mêlée plusieurs coups de sabre si violents, qu'il fut renversé de cheval, fait prisonnier et conduit en Bohême ; mais il avait sauvé le convoi. Il fut six mois captif à Thérésienstadt, fut échangé, nommé aide-de-camp du général Michaud en 1797, se distingua avec lui en 1800, au passage du Mincio. Il fit, comme chef d'escadron au 23e dragons, la campagne de 1805 sous Masséna, et se distingua au passage du Tagliamento. En 1806, il fit la campagne de Naples et fut commandant de place à Salerne. 
Major du 29e dragons à Crémone le 7 janvier 1807, il devint colonel du 4e régiment de dragon le 7 avril 1809. Ce régiment appartenait alors au 1er corps de l'armée d'Espagne. Après un grand nombre d'actions d'éclat au siège de Badajoz (1811), à la bataille d'Albuera, etc., il eut deux chevaux tués sous lui à Usagre, tomba au pouvoir de l'ennemi, fut conduit en Angleterre. Il est resté célèbre pour son évasion d'Angleterre. Il fut nommé baron d'empire le 6 août 1811, durant sa captivité. Il servait au mois de décembre 1812, sous le maréchal Macdonald, dont il protégea la retraite du Niémen à Dantzig. Il prit part, de janvier à novembre 1813, à la défense de Dantzig. Fut nommé, le 26 juin 1813, général de brigade, commanda la première ligne de cavalerie, qui chargea si rapidement les quatre redoutes russes à Pitzkendorf, et qui s'en empara. Le 2 janvier 1814, la garnison ayant été forcée de se rendre prisonnière, le général Farine suivit son sort et fut emmené à Kiev en Ukraine.
L'abdication de l'Empereur Napoléon, son exil à l'ile d'Elbe et le retour des Bourbons ( avec le roi Louis XVIII ) lui permirent de rentrer dans ses foyers.
La Première Restauration des Bourbons fut mise à mal par le débarquement de Napoléon à Golfe Juan, le 1er mars 1815, et à mort par le retour de l'Empereur des Français à Paris, le 20 mars 1815.
Rallié à l'Empereur, il fut nommé commandant d'une brigade de cuirassiers de la division du général Delort, le 10 avril 1815. Le 16 juin, à la bataille de Ligny, cette brigade chargea victorieusement les Prussiens. Le général ( maréchal de camp ) Farine y fut blessé. Le 18 juin, à la bataille de Waterloo, il lança avec succès sa brigade de cuirassiers contre les cavaliers britanniques, au cours de la déroute du corps du lieutenant général Drouet d'Erlon, et participa ensuite aux charges héroïques du maréchal Ney sur le plateau de Mont-Saint-Jean. Il eut trois chevaux tués sous lui et fut blessé, de nouveau. Retraitant jusqu'à Paris, il dut s'y arrêter, pour soigner ses blessures.
L'abdication de l'Empereur, son exil à l'île de Sainte-Hélène et le retour du roi Louis XVIII sur le trône ( Seconde Restauration ) ne provoquèrent pas un coup d'arrêt dans sa carrière militaire.
Le 11 octobre 1815, il fut chargé du licenciement d'une partie de la cavalerie dans la 21e division militaire à Moulins.
Inspecteur de cavalerie en 1816 et 1817, il commandait le dépôt général des remontes à Caen, le 1er juin 1818.
A l'occasion du baptême du duc de Bordeaux, le roi Louis XVIII lui concéda le titre de vicomte. Il fut confirmé vicomte par lettres patentes du 22 novembre 1821.
Inspecteur de cavalerie en 1822 et 1823, il fut mis en disponibilité le 1er janvier 1824.
Disponible sous la monarchie de Juillet, il n'obtint pas le grade de lieutenant général du roi Louis-Philippe et fut mis à la retraite à compter du 1er avril 1833.
Il est décédé le 11 octobre 1833 dans son château de Choigny (commune de Santeny, Val-de-Marne). Le baron de Berthois signa en tant que témoin son acte de décès, au lendemain de sa mort.

## Distinctions
Le 26 prairial an XII (15 juin 1804), il fut nommé par l'empereur membre de la Légion d'honneur.
Le 26 novembre 1810, il fut promu par l'empereur au grade d'officier de la Légion d'honneur.
Il fut nommé chevalier de Saint-Louis et commandeur de la Légion d'honneur par le roi, le 28 juillet 1814,.